# Crossandra tsingyensis
Crossandra tsingyensis är en akantusväxtart som beskrevs av K. Vollesen. Crossandra tsingyensis ingår i släktet Crossandra och familjen akantusväxter. Inga underarter finns listade i Catalogue of Life.